# Herreruela
Herreruela és un municipi de la província de Càceres, a la comunitat autònoma d'Extremadura (Espanya). Limita amb Brozas al nord, Aliseda a l'est, Salorino a l'oest i Alburquerque al sud.

## Demografia
| 2001 | 2002 | 2003 | 2004 | 2005 | 2006 | 2007 |
| ---- | ---- | ---- | ---- | ---- | ---- | ---- |
| 337  | 326  | 405  | 408  | 400  | 397  | 388  |